# Micrococca holstii
Micrococca holstii là một loài thực vật có hoa trong họ Đại kích. Loài này được (Pax) Prain mô tả khoa học đầu tiên năm 1911.